# Jabari Brisport
Jabari Brisport (nascido em 9 de agosto de 1987) é um político americano, ativista, ex-ator e ex-professor da escola pública. Brisport é o senador estadual do 25º distrito do Senado Estadual de Nova Iorque, em Brooklyn, e ganhou atenção nacional durante a sua campanha de 2020 pelas suas opiniões francas sobre justiça racial e pelos seus auto-descritos princípios económicos socialistas. Ele é a primeira pessoa afro-americana abertamente gay eleita para a Legislatura do Estado de Nova Iorque.

## Infância e educação
Brisport foi criado em Prospect Heights, Brooklyn, por um pai imigrante caribenho e por uma mãe de segunda geração de Brooklyn. Durante a  sua infância, o seu pai trabalhou numa fábrica de chapas metálicas e a sua mãe era gerente de escritório.
Frequentou a Faculdade Tisch para as Artes da Universidade de Nova Iorque e a Faculdade de Teatro de Yale.

## Carreira

### Educação
Brisport ensinou matemática a alunos do 6º e 7º ano na Escola Preparatório de Faculdade Medgar Evers, uma escola pública em Crown Heights, Brooklyn. Ele é membro do sindicato United Federation of Teachers (UFT).

### Ativismo
Aos 22 anos, Brisport começou a organizar esforços em apoio a um projeto de lei para legalizar o casamento entre pessoas do mesmo sexo em Nova Iorque. O projeto foi derrotado em 2009, mas Brisport continuou a organizar-se em torno da questão e o casamento entre pessoas do mesmo sexo foi legalizado em Nova Iorque dois anos depois.
Alguns anos depois, Brisport envolveu-se no florescente movimento Black Lives Matter e começou a organizar comícios e protestos, além de treinar manifestantes sobre o que fazer se parados ou assediados pela polícia. Em 2017, ele viajou para Charlottesville, Virgínia, para marchar no contra-protesto de um comício Unite the Right.
Brisport juntou-se aos Socialistas Democráticos da América (DSA, na sigla em inglês) logo após a eleição de Donald Trump como presidente e envolveu-se no seu trabalho sobre o acesso a habitação acessível.
Em 2017, Brisport concorreu contra a titular Laurie Cumbo no 35º Distrito do Conselho da Cidade de Nova Iorque. Numa rara primária do Partido Verde, ele derrotou Scott Hutchinson, 32 votos contra 4. Brisport foi parcialmente inspirado por Bernie Sanders para concorrer ao cargo, e por sua vez inspirou parcialmente a corrida congressional bem sucedida de Alexandria Ocasio-Cortez. Ele foi endossado por Our Revolution, New York Communities for Change,  e pela filial de Nova Iorque dos Socialistas Democráticos da América. Ele perdeu a eleição, recebendo 29% dos votos. Brisport ganhou mais votos independentes do que qualquer candidato ao conselho desde 2003.

### Corrida para o Senado Estadual 2020

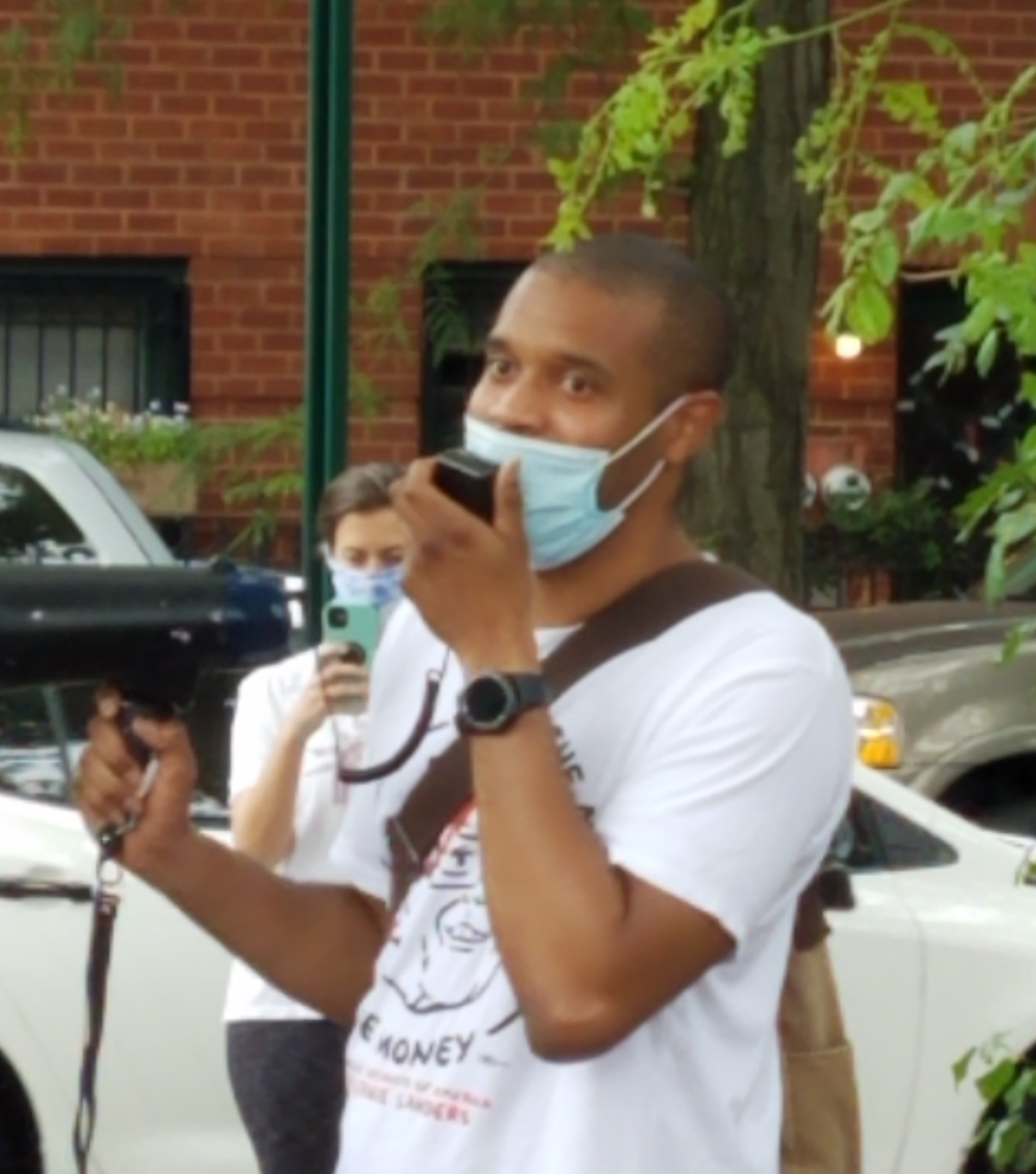
Brisport a falar num protesto em junho de 2020

Em 2019, Brisport anunciou uma corrida para o lugar do 25º Distrito do Senado Estadual de Nova Iorque sendo desocupado por Velmanette Montgomery. Em 29 de setembro de 2019, ele foi endossado pelos Socialistas Democratas da América. A sua campanha não aceitou doações do setor imobiliário ou de empresas com fins lucrativos. Em vez disso, recebeu doações de mais de 7.000 indivíduos, quebrando o recorde de mais doadores para uma campanha no estado de Nova Iorque. De acordo com a campanha, também contou com o apoio de mais de 1.000 voluntários. A sua campanha também foi endossada por Alexandria Ocasio-Cortez, Bernie Sanders, Cynthia Nixon, New York Communities for Change e o Partido das Famílias Trabalhadoras.
Na noite da eleição da primária democrata em 23 de junho de 2020, Brisport liderou a corrida com 52,25% dos votos contra a deputada Tremaine Wright e o ex-funcionário de Montgomery Jason Salmon. Mas houve mais boletins de voto de ausentes do que o habitual devido à pandemia do COVID-19, e na noite das eleições ainda havia 26.000 votos de ausentes a serem contados. Brisport declarou vitória em 23 de julho, depois dos votos dos ausentes terem sido contados e a sua vantagem sobre Wright aumentou para 10.000 votos. Ele venceu as eleições gerais de novembro, tornando-se a primeira pessoa afro-americana abertamente LGBTQ eleita para a legislatura de Nova Iorque.

### Posições políticas
Brisport veio a identificar-se como um socialista democrata através da campanha presidencial de Bernie Sanders, para a qual ele ofereceu-se como angariador e telefonista. Ele é um membro dos Socialistas Democráticos da América (DSA).
O apoio de Brisport para habitação a preços acessíveis inclui não apenas parar o desenvolvimento privado de Bedford Union Armory em Crown Heights, Brooklyn, mas também outras medidas perenes, como um imposto de vacância e um imposto pied-à-terre, bem como planos habitacionais 100% acessíveis, em vez de uma mistura de preços de mercado ou condomínios de luxo.
Brisport também apoia a proibição da venda comercial de gatos, cães e coelhos, bem como a venda e fabrico de roupas de peles. Ele defende a proibição de práticas cruéis de criação de animais e o redirecionamento de subsídios aos laticínios para programas para que os produtores de leite saiam do setor.

## Vida pessoal
Brisport é gay e descreve-se como vegano e ativista dos direitos dos animais.